# Juegos del Pacífico 2011
Los Juegos del Pacífico de 2011 fueron la XIV edición de los máximos juegos de Oceanía. Se celebraron en Numea, Nueva Caledonia así como en otras ciudades de esta nación entre el 27 de agosto y el 10 de septiembre de 2011. Fueron los terceros que se celebran en Numea y los primeros que se llaman oficialmente Juegos del Pacífico remplazando la antigua denominación de Juegos del Pacífico Sur. En un principio 4300 deportistas alcanzaron la marca para participar en los juegos, aunque una selección posterior redujo la lista de participantes a 3500 en los 28 deportes que disputarán competencias, de estos es probable que alrededor de tres mil sean los que finalmente acudan a la competencia
Como características especiales destacan el esfuerzo de descentralizar los juegos, de modo que estos no se desarrollen únicamente en Numea sino en varias localidades a todo lo largo de la isla principal de Nueva Caledonia. Así mismo, por primera vez se abrirá un espacio a atletas discapacitados celebrándose cuatro competencias de deporte adaptado.

## Designación de la sede
Nueva Caledonia fue designado sede del evento en la reunión del consejo de los juegos del pacífico celebrada el 31 de julio de 2005, tras la clausura de los Mini Juegos del Pacífico Sur de 2005 celebrados en Palaos. Su candidatura fue elegida sobre las presentadas por Islas Salomón y Samoa Americana. Se requirieron dos rondas de votación para la elección, en la primera Numea obtuvo 22 votos (uno menos de los necesarios para obtener la mayoría absoluta), en la segunda obtuvieron 27 votos contra 18 de Islas Salomón que, con el argumento de ser el único país independiente que se postulaba, fue su competidor más cercano.
Los argumentos de Nueva Caledonia fueron la infraestructura existente, la inversión de 10 millones de dólares en nuevas sedes y la edificación de una villa de atletas.

## Villa de atletas
Por primera vez en la historia de los juegos los atletas contarán con una villa como alojamiento central para todos ellos, en vez de que se les acomode en diversas sedes a lo largo de la ciudad como ocurrió anteriormente. La villa está localizada dentro del campus de la Universidad de Nueva Caledonia en Nouville un suburbio de la capital, se tiene planeado que una vez terminados los juegos la villa sea entregada a la Universidad, dotándola de 500 habitaciones para usarse como vivienda de estudiantes de fuera de Numea.

## Mascota

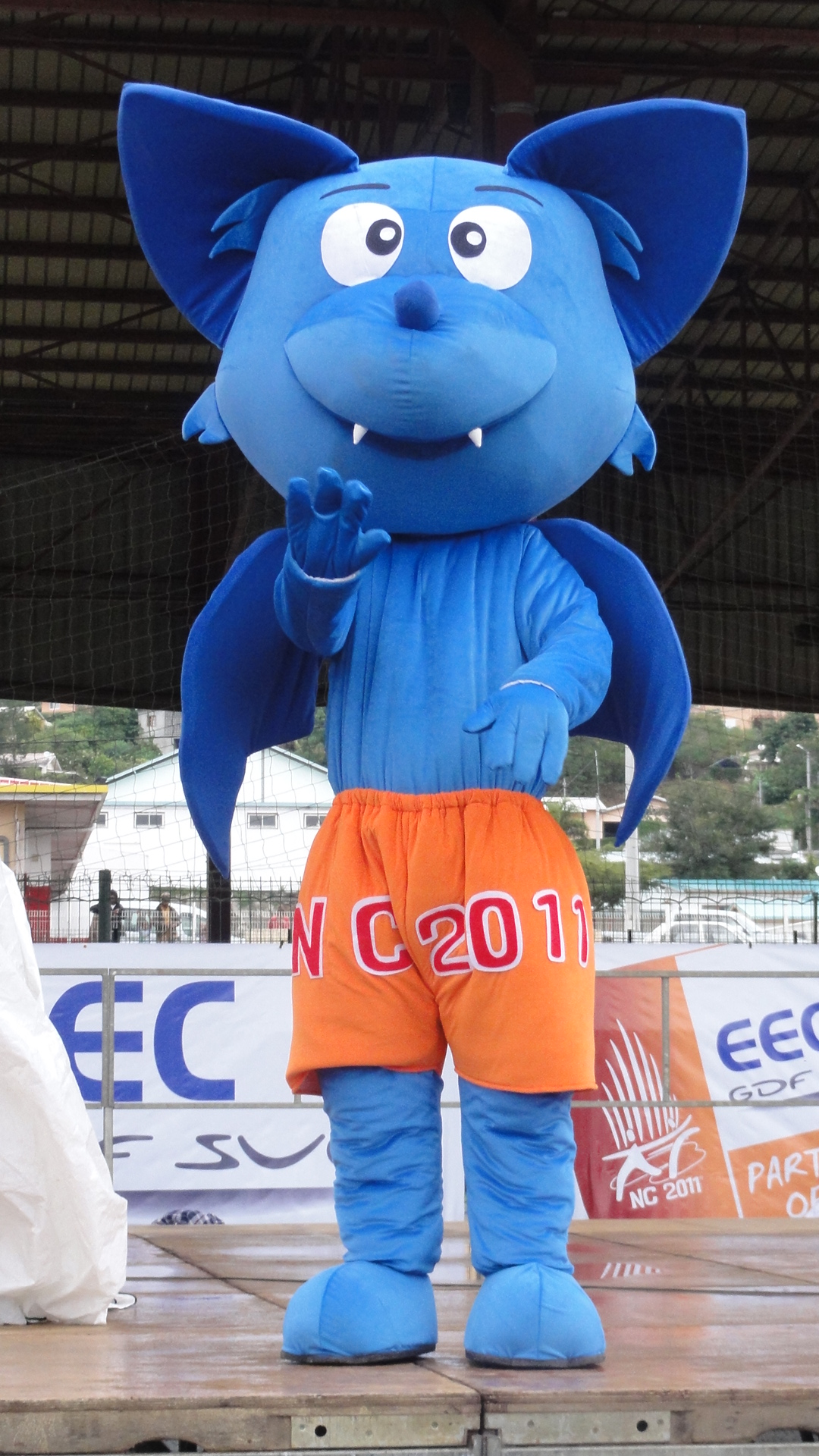
Disfraces de murciélagos, Cultura de Nueva Caledonia, Mascotas de mamíferos, Mascotas deportivas

La mascota de los juegos fue dada a conocer el 27 de agosto de 2009 después de una votación pública que sumó más de 8,00 participantes a través de correo, SMS, fax y correo electrónico. El diseño ganador fue el de un murciélago roseto color azul llamado Joemy y está basado en la idea de un estudiante de secundaria, que luego fue desarrollada por el Estudio Banana. El murciélago fue elegido por ser un animal del cual existen tres especies endémicas en Nueva Caledonia, y el color azul se debe a las fronteras insulares de todos los participantes en los juegos; la mascota viste unos pantaloncillos naranjas.
Joemy remplazó a la mascota original, un lagarto cuyo diseño fue abandonado al poco de ser presentado debido a su similitud con otro logotipo que aparecía en internet, lo cual despertó sospechas de plagio.

## Naciones participantes
| - Islas Cook - Fiyi - Guam - Kiribati - Marianas del Norte - Islas Marshall - Micronesia | - Nauru - Nueva Caledonia - Niue - Isla Norfolk - Palau - Papúa Nueva Guinea - Samoa - Samoa Americana | - Islas Salomón - Tahití - Tokelau - Tonga - Tuvalu - Vanuatu - Wallis y Futuna |  |

## Ceremonia de apertura
La ceremonia de apertura se celebró en el estadio Numa Daly ante un lleno de 12,000 espectadores. El presidente de Francia Nicolas Sarkozy fue el encargado de declarar los juegos oficialmente abiertos. El evento contó con el encendido de la antorcha y el desfile de los atletas.

## Deportes
Durante los juegos se disputarán medallas en 27 eventos deportivos que serán los siguientes:
| - Atletismo - Bádminton - Béisbol - Basquetbol - Boxeo - Cricket - Culturismo | - Fútbol - Fútbol femenino - Golf - Halterofilia - Judo - Karate - Levantamiento de potencia - Natación | - Rugby 7 - Squash - Surf - Taekwondo - Tenis - Tenis de mesa - Tiro deportivo | - Tiro con arco - Triatlón - Va'a - Vela - Voleibol - Voleibol de playa |  |

## Calendario
|                           |                           | S 27 | D 28 | L 29 | M 30 | M 31 | J 1 | V 2 | S 3 | D 4 | L 5 | M 6 | M 7 | J 8 | V 9 | S 10 | T  |
| ------------------------- | ------------------------- | ---- | ---- | ---- | ---- | ---- | --- | --- | --- | --- | --- | --- | --- | --- | --- | ---- | -- |
| Ceremonias                | Ceremonias                | A    |      |      |      |      |     |     |     |     |     |     |     |     |     | C    |    |
| Atletismo                 | Atletismo                 |      |      |      |      |      |     |     | 4   |     | 6   | 9   | 7   | 9   | 8   | 4    | 47 |
| Bádminton                 | Bádminton                 |      |      |      |      |      |     |     |     |     |     |     |     |     | 5   |      | 5  |
| Béisbol                   | Béisbol                   |      |      |      |      |      |     |     |     |     |     |     |     | 1   |     |      | 1  |
| Basquetbol                | Basquetbol                |      |      |      |      |      |     |     |     |     |     |     |     | 2   |     |      | 2  |
| Boxeo                     | Boxeo                     |      |      |      |      |      |     |     | 10  |     |     |     |     |     |     |      | 10 |
| Críquet                   | Críquet                   |      |      |      |      |      |     | 2   |     |     |     |     |     |     |     |      | 2  |
| Culturismo                | Culturismo                |      |      | 12   |      |      |     |     |     |     |     |     |     |     |     |      | 12 |
| Fútbol                    | Fútbol                    |      |      |      |      |      |     |     |     |     |     |     |     |     | 2   |      | 2  |
| Golf                      | Golf                      |      |      |      |      |      |     |     | 4   |     |     |     |     |     |     |      | 4  |
| Halterofilia              | Halterofilia              |      |      |      |      |      |     |     |     |     | 6   | 5   | 4   |     |     |      | 15 |
| Judo                      | Judo                      |      |      |      |      |      |     |     |     |     |     | 7   | 7   | 4   |     |      | 18 |
| Karate                    | Karate                    |      |      |      |      | 6    | 6   | 6   |     |     |     |     |     |     |     |      | 18 |
| Levantamiento de potencia | Levantamiento de potencia |      |      |      |      |      |     |     |     |     |     |     |     | 7   | 8   |      | 15 |
| Natación                  | Natación                  |      |      | 7    | 7    | 8    | 8   | 8   |     |     | 2   |     |     |     |     |      | 40 |
| Rugby 7                   | Rugby 7                   |      |      |      |      |      |     | 2   |     |     |     |     |     |     |     |      | 2  |
| Squash                    | Squash                    |      |      |      |      |      |     | 2   |     |     |     |     | 2   |     | 3   |      | 7  |
| Surf                      | Surf                      |      |      |      |      |      |     | 3   |     |     |     |     |     |     |     |      | 3  |
| Taekwondo                 | Taekwondo                 |      |      |      |      |      |     |     |     |     |     | 8   | 8   | 2   |     |      | 18 |
| Tenis                     | Tenis                     |      |      |      |      | 1    | 1   |     |     |     |     |     | 2   | 3   |     |      | 7  |
| Tenis de mesa             | Tenis de mesa             |      |      |      |      |      | 2   |     | 2   |     |     |     |     | 2   |     |      | 6  |
| Tiro                      | Tiro                      |      |      |      | 2    | 2    | 2   |     |     |     |     |     |     |     |     |      | 6  |
| Tiro con arco             | Tiro con arco             |      |      |      |      |      |     |     |     |     |     | 4   |     | 4   | 6   |      | 14 |
| Triatlón                  | Triatlón                  |      |      |      |      |      |     |     | 3   |     |     |     |     |     |     |      | 3  |
| Va'a                      | Va'a                      |      |      | 4    | 4    |      |     | 2   | 2   |     |     |     |     |     |     |      | 12 |
| Vela                      | Vela                      |      |      |      |      |      |     |     |     |     |     |     |     | 6   |     |      | 6  |
| Voleibol                  | Voleibol                  |      |      |      |      |      |     |     |     |     |     |     |     |     | 2   |      | 2  |
| Voleibol Playa            | Voleibol Playa            |      |      |      |      |      |     |     |     |     |     |     |     |     |     | 2    | 2  |

## Medallero
| Núm. | País                     | Oro | Plata | Bronce | Total |
| ---- | ------------------------ | --- | ----- | ------ | ----- |
| 1    | Nueva Caledonia          | 120 | 107   | 61     | 288   |
| 2    | Tahití                   | 59  | 142   | 42     | 243   |
| 3    | Papúa Nueva Guinea       | 49  | 24    | 48     | 121   |
| 4    | Fiyi                     | 33  | 44    | 53     | 130   |
| 5    | Samoa                    | 21  | 17    | 34     | 72    |
| 6    | Nauru                    | 8   | 10    | 10     | 28    |
| 7    | Tonga                    | 4   | 6     | 10     | 20    |
| 8    | Micronesia               | 3   | 0     | 0      | 3     |
| 9    | Islas Cook               | 2   | 6     | 4      | 12    |
| 10   | Wallis y Futuna          | 2   | 3     | 7      | 12    |
| 11   | Vanuatu                  | 1   | 8     | 8      | 17    |
| 12   | Kiribati                 | 1   | 6     | 6      | 13    |
| 13   | Samoa Americana          | 1   | 0     | 0      | 1     |
| 14   | Islas Marianas del Norte | 1   | 0     | 0      | 1     |
| 15   | Guam                     | 0   | 6     | 5      | 11    |
| 16   | Islas Salomón            | 0   | 5     | 17     | 22    |
| 17   | Niue                     | 0   | 3     | 3      | 6     |
| 18   | Tuvalu                   | 0   | 2     | 1      | 3     |
| 19   | Palaos                   | 0   | 1     | 3      | 4     |